# Gorboduc (tragedia)
Gorboduc o La tragedia di Gorboduc (The Tragedie of Gorboduc), a volte intitolata Ferrex and Porrex, è una tragedia degli scrittori inglesi Thomas Norton e Thomas Sackville, rappresentata per la prima nel 1561. L'opera, di evidente ispirazione senecana, è nota per essere la prima tragedia inglese scritta in blank verse ed è dunque ricordata per avere inaugurato gli anni d'oro del teatro elisabettiano, i cui capolavori di Shakespeare e altri autori a lui contemporanei affondano le proprie radici stilistiche e drammaturgiche proprio nel Gorboduc. In particolare, Gorboduc è un precursore della tragedia di vendetta, un genere teatrale che diventerà tra i più popolari nell'età elisabettiana, giacobita e carolina.

## Trama
Gorboduc, re dei Britanni, annuncia la sua decisione di dividere il regno in due ed affidarne ciascusa metà ai figli Ferrex e Porrex, anche se i suoi consiglieri sono contrari all'idea, dato che essi ricordano gli esiti disastrosi di un'impresa simile quando il regno fu diviso tra i cugini Morgan e Cunedag. L'episodio storico, che portò a conflitti e all'assassinio di Morgan, fa riflette Gorboduc, ma non gli fa cambiare idea e il regno viene spartito tra i due principi. Il parassita Hermon consiglia a Ferrex di prendersi anche i terreni del fratello, mentre il consigliere Tyndar avverte Porrex che il fratello è sul piede di guerra. Porrex decide quindi di non lasciare il tempo al fratello di fare la prima mossa e invade i suoi territori. Dordan riporta i fatti a Gorboduc, che decide di intervenire militarmente contro entrambi i figli e riportare la pace. Però, prima che possa fare qualcosa, il re riceve la notizia della morte di Ferrex. Porrex va dal padre a giustificarsi, accusando il fratello di avere aperto le fatalità che gli sarebbero risultate fatali.
La regina Videna, madre dei due principi, medita vendetta contro il figlio minore, dato che aveva sempre preferito il primogenito Ferrex; sconvolta dal dolore, Videna pugnala a morte Porrex nel sonno. La morte violenta dei due principi ed eredi scatena una rivolta che uccide sia Gorboduc che Videna; mentre i nobili si organizzano per sedare la rivolta popolare, Fergus, duca di Albany, allunga pretese al trono; gli aristocratici si oppongono a questa successione, considerando Fergus un invasore straniero. Arostus, consigliere di Gorboduc, suggerisce ai nobili di unirsi in parlamento per scegliere il nuovo re, anche perché Fergus ha radunato un esercito per rafforzare la sua pretesa al trono. Eubulus rimpiange i tempi pacifici prima delle guerre causate dalla cattiva idea di Gorboduc e afferma che il parlamento avrebbe dovuto essere convocato quando il monarca precedente era ancora in vita. La tragedia si conclude quindi con questo messaggio sulla vitalità del ruolo del parlamento nella politica inglese e con la certezza di Eubulus che i tempi incerti sono destinati a lasciare spazio a una nuova epoca di legge e giustizia.

## Origini

### Fonti
La storia della guerra civile tra Porrex e Ferrex alla base della tragedia di Norton e Sackville è raccontata nell'Historia regum Britanniae di Goffredo di Monmouth, anche se le fonti usate dai due autori non sono solo storiografiche. Il modello di riferimento principale da un punto di vista stilistico e contenutistico sono le tragedia di Seneca, di cui Norton e Sackville riportano, traducono o parafrasano interi stralci. Nella prima tragedia del Rinascimento inglese, Norton e Sackville uniscono elementi classici ad altri più tipicamente britannici, adottando elementi del teatro romano come l'uso di messaggeri o del coro, ma anche ignorando elementi chiave come le unità aristoteliche.

### Composizione e stampa
La prima edizione della tragedia fu stampata in quarto da William Griffith il 22 settembre 1565. Una seconda edizione della tragedia, ribattezzata The Tragedie of ferrex and Porrex, fu data alle stampe da John Day nel 1570, mentre nel 1590 una terza edizione fu pubblicata a Londra da Edward Allde.
Si ipotizza che Norton abbia scritto i primi tre atti e i Sackville gli ultimi due.

## Rappresentazioni

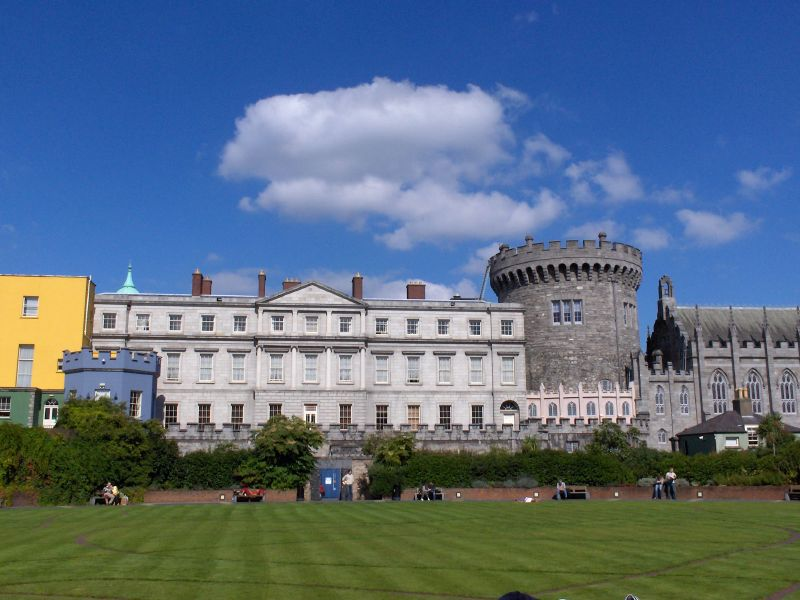
Il Castello di Dublino nel 2006

La tragedia fu messa in scena per la prima volta durante le celebrazioni per le festività natalizie dell'Inner Temple a cavallo tra il 1560 e il 1561. Il 18 gennaio 1561 Gorboduc fu messo in scena davanti ad Elisabetta I.
Una messa in scena del Gorboduc voluta da Charles Blount al Castello di Dublino nel 1601 è inoltre la prima rappresentazione teatrale di cui si ha notizia in Irlanda.